# KF3
KF3 är en internationell klass i karting med 125 cm³ vattenkyld tvåtaktsmotor. Klassen är öppen för förare i åldern 13-15 år. Denna klass liknar Rotax Max Senior, skillnaden är att Rotax Max Senior kör med Mojo D2-däck och KF3 kör med LeCont LP11. I KF3 är motorfabrikatet valfritt.  Sebastian Vettel blev europamästare i KF3 2001.